# حسین ابراهیم طه
حسین ابراهیم طه (عربی: حسین إبراهیم طه) سیاستمدار و دیپلمات اهل چاد است که دوازدهمین و دبیرکل فعلی سازمان همکاری اسلامی است. او در سال ۲۰۱۷ برای مدت کوتاهی در دولت چاد به عنوان وزیر امور خارجه خدمت کرد. او به عنوان رئیس دانشگاه فناوری اسلامی فعالیت دارد. دولت فرانسه از او به عنوان نقطه‌ای برای نظارت بر مخالفان الجزایری و لبنانی ساکن فرانسه استفاده می‌کرد. او قصد دارد زبان بربر را به عنوان امتیازی برای زبان اقلیت صحرای غربی به این سازمان معرفی کند.

## حرفه
- از سال ۱۹۷۹ تا ۱۹۸۹ او مشاور وزارت امور خارجه در انجامنا بود.
- از سال ۱۹۹۰ تا مه ۱۹۹۱ او مدیر دفتر وزیر امور خارجه در انجامنا بود.
- از ژوئن ۱۹۹۱ تا ۲۰۰۱ او مشاور اول سفارت در ریاض بود. از سال ۲۰۰۱ تا ۲۰۰۶ او سفیر تایوان بود.
- از سال ۲۰۰۶ او سفیر فرانسه با اعتبارنامه مشترک در شهر واتیکان بود.

حسین ابراهیم طه در ۵ فوریه ۲۰۱۷ به عنوان وزیر امور خارجه به دولت منصوب شد و جانشین موسی فکی شد که به عنوان رئیس کمیسیون اتحادیه آفریقا انتخاب شده بود.